# Shatt
Les Shatt (variante: Shat) ou Thuri sont un peuple du Nord-Ouest de la république du Soudan du Sud dans les États du Bahr el Ghazal du Nord et du Bahr el Ghazal occidental. Cette population, apparentée aux peuples Luo, est estimée à environ 7 000 individus divisés en trois principaux sous-groupes ; les Yabulu qui vivent autour de la localité de Yabulu (entre Wau et Raga), les Achana qui occupent une contrée située entre Marial Bai et Raga et les Chelkou localisés entre Aweil et Raga. 
Les Shatt parlent un dialecte Luo, une langue nilotique proche du Shilluk.